# Cornelis Cels
Pour les articles homonymes, voir Cels.
Cornelis ou Corneille Cels, né à Lierre le 10 juin 1778 et mort à Bruxelles le 3 mars 1859, est un peintre belge néo-classique, connu pour ses portraits, ses peintures d'histoire, ses sujets religieux et ses scènes de genre.
Il se forme à Anvers, Bruxelles, Paris et en Italie. Il participe régulièrement aux expositions triennales belges, de même qu'aux expositions des maîtres vivants, organisées dans les villes des Pays-Bas.
Ses œuvres sont conservées dans les musées nationaux belges, aux Pays-Bas et au Royaume-Uni.

## Biographie

### Famille et formation

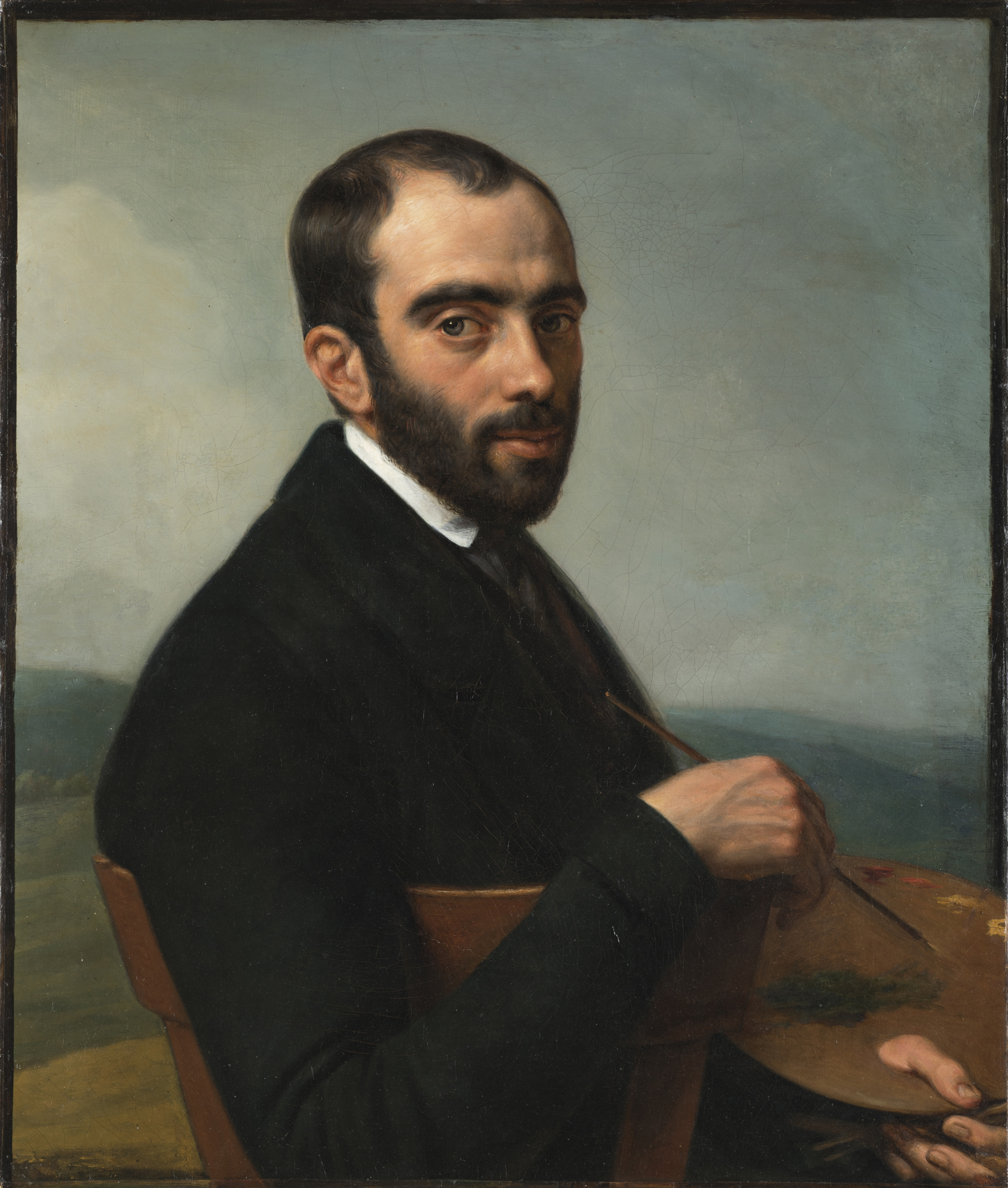
Portrait de Jean-Michel Cels, peint par son père, 1847

Cornelis Cels, né à Lierre le 10 juin 1778, est le fils de François Martin Cels (1754-1833), savonnier et brasseur, et de Jeanne Mens (1757-1820), mariés à Anvers en 1775. De son mariage avec Angélique Verbruggen (1789-1834), il a un fils, Jean-Michel Cels, auquel il enseigne, et devient également peintre. Veuf en 1834, il épouse l'année suivante Barbe Thys (1784).
Il est initialement formé à l'Académie des beaux-arts de Lierre par Pierre-Joseph Denis (1750-1814), puis à Anvers par le sculpteur Engelbert Pompe (1743-1810), il étudie ensuite à Bruxelles, de 1795 à 1800, dans l'atelier d'André Corneille Lens et suit également des cours à l'Académie royale des beaux-arts de Bruxelles en 1797. En 1800, il part pour Paris et entre dans l'atelier du baron Antoine-Jean Gros. En 1801, sur les conseils de son compatriote Joseph-Benoît Suvée, auprès duquel il suit quelques cours, il se rend en Italie, où il demeure durant sept ans, il visite Naples et Florence, mais réside essentiellement à Rome, où il est reçu en qualité de membre de l'Académie de Saint-Luc,,.

### Carrière
Au Salon de Gand de 1802, il envoie Cincinnatus partant pour prendre sa charge de consul, qui obtient le premier prix de peinture au concours organisé par l'Académie de la ville, consistant en une médaille d'or d'une valeur de 30 ducats ou 360 francs.
De retour en Belgique, Cornelis Cels s'établit à Anvers en 1808, avant de s''installer, en 1815, à La Haye, où il crée un atelier de peinture et demeure jusqu'en 1819. Les souverains néerlandais, Guillaume Ier et la reine Wilhelmine, posent pour le peintre avant son retour en Belgique. En 1820, il devient directeur de l'Académie des beaux-arts de Tournai jusqu'en 1827. Il devient membre de l'Académie royale des beaux-arts d'Anvers et de l'Académie d'Amsterdam,.
Établi en 1827 à Bruxelles, où il demeure définitivement, hormis un séjour en Grande-Bretagne en 1836, il y mène une carrière d'artiste peintre jusqu'à sa la fin de sa vie et expose à maintes reprises aux salons triennaux belges et aux expositions des maîtres vivants des Pays-Bas.  jusqu'en 1848. Il meurt, à l'âge de 80 ans, boulevard Barthélémy no 20 à Bruxelles le 3 mars 1859 et est inhumé trois jours plus tard à Laeken,.

## Œuvres

### Sélection
Parmi ses œuvres, figurent,, :
- L'Explorateur français François Levaillant, connu par la gravure de Conrad Westermayr (1801), dessin.
- Cincinnatus partant pour prendre sa charge de consul (1802), médaille d'or au Salon de Gand, Musée des Beaux-Arts de Gand.
- La Descente de croix (1807), église Saint-Paul d'Anvers.
- Antigone, fille d'Œdipe, rend les derniers hommages à son frère Polynice, Salon d'Anvers de 1813.
- La Jeune Sappho trace ses premiers vers, Salon d'Anvers de 1813.
- Samuel appelé à être prophète, Salon d'Anvers de 1813 et Salon de Bruxelles de 1815.
- Le Chapeau de paille, buste d'après nature, et en costume napolitain, Salon de Bruxelles de 1815.
- Le Lever de Vénus, Salon de Bruxelles de 1815.
- La Sainte-Vierge contemplant l'enfant Jésus couché dans la crèche, Salon d'Anvers de 1816.
- Saint Cécile chantant les louanges de Dieu, Salon d'Anvers de 1816.
- Tête de la Madone recouverte d'un voile, Salon de Gand de 1817.
- Portrait d'un jeune garçon, 1817, format 83 × 62 cm, huile sur toile.
- Portrait d'un homme assis, lisant un livre, 1818, format 91 × 72 cm, huile sur toile.
- Une bergère des Alpes, Salon de Gand de 1820.
- Portrait de femme en douillette, Salon de Gand de 1820.
- Paysanne suisse, 1820-1821, huile sur toile, Rijksmuseum.
- Portrait de Françoise de Taffin, Vicomtesse du Tertre, 1828, format 68 × 57 cm, huile sur toile.
- Descente de Croix, 1830, huile sur toile, église Saint-Paul d'Anvers.
- Folie de carnaval, Salon de Bruxelles de 1830.
- Le Retour de l'enfant prodigue, Salon de Bruxelles de 1836.
- Portrait de Louise de Kuiper, 1840, format 76 × 66 cm, huile sur toile.
- Jésus en prière au jardin des oliviers, Salon de Bruxelles de 1842.
- Portrait de feu Mgr J.A.G., camérier secret du pape Grégoire XVI, Salon de Bruxelles de 1845.
- Jeune fille en prière, aquarelle, Salon de Bruxelles de 1848.

### Galerie

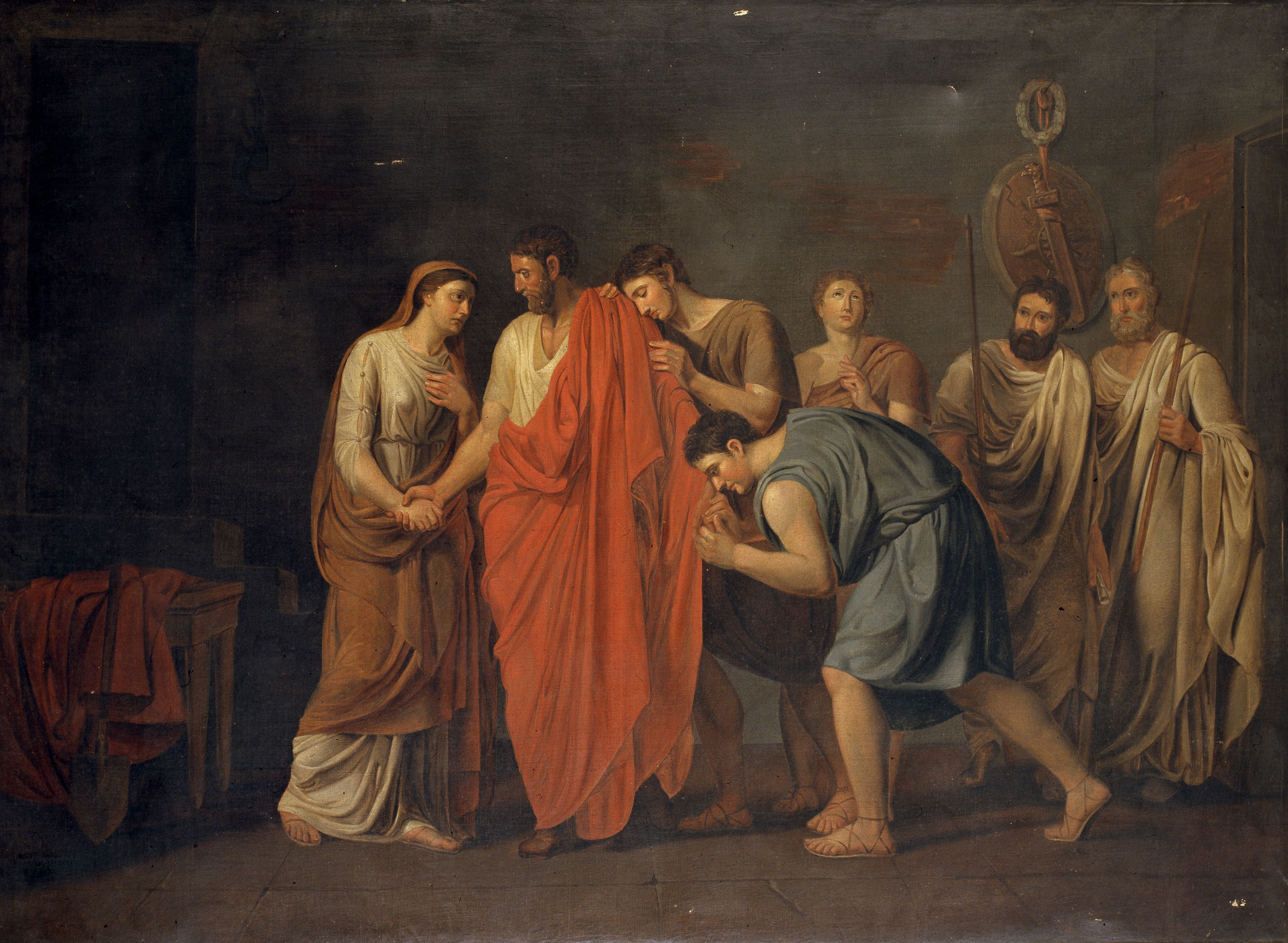
Cincinnatus partant pour prendre sa charge de consul (vers 1802), Musée des Beaux-Arts de Gand.
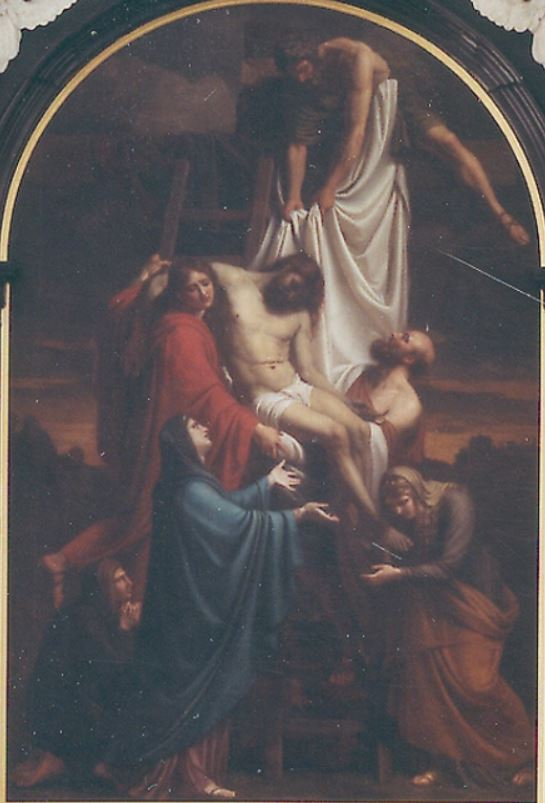
La Descente de croix (1807), église Saint-Paul d'Anvers.
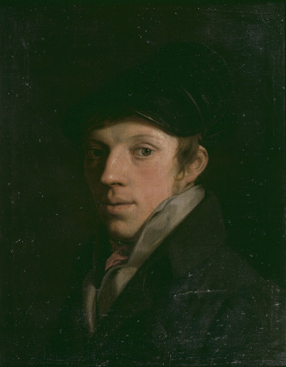
Portrait du peintre Pierre-François Jacobs (1800-1807), Musées royaux des Beaux-Arts de Belgique.
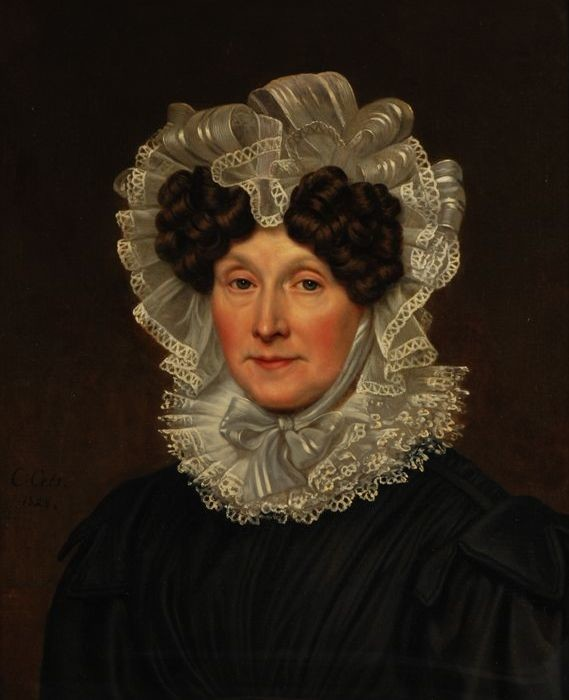
Portrait d'Anna van der Pot (1841), Rijksmuseum Amsterdam.

### Collections muséales
- Musées royaux des Beaux-Arts de Belgique (Bruxelles) : 
  - Portrait du peintre Pierre-François Jacobs (1800-1807), huile sur toile, inventaire no 1556, format 59 × 46 cm, acquis lors de la vente de l'atelier du peintre en 1864[10].
  - Portrait du peintre Martin Pepyn (1832), huile sur toile, inventaire no 1557, format 63 × 63 cm, acquis lors de la vente de l'atelier du peintre en 1864[11].
  - Cincinnatus partant pour prendre sa charge de consul (vers 1802), huile sur toile, inventaire no S-197, acquis en 1952, après le transfert de l'Académie de Gand[12].
- Musée Boijmans Van Beuningen, Rotterdam, Pays-Bas : 
  - Portrait de Gijsbert Karel van Hogendorp (1762-1834) (1819), inventaire no 53634[13].
- West Sussex Record Office, Chichester, Royaume-Uni : 
  - Sir Alexander Ferrier (avant 1845), huile sur toile, inventaire no Acc3874, format 95 × 79 cm, déposé au West Sussex Record Office afin d'être exposé[14].